# Michael J. Meade
Pour les articles homonymes, voir Meade.
Michael J. Meade (né le 16 janvier 1944) est un écrivain, mythologue et conteur américain. Il est une figure du mouvement des hommes des années 1980 et 1990,. Il continue de publier et d'enseigner à un public plus large, s'étant éloigné du mouvement.

## Carrière et publications
Il apparait dans deux documentaires aux côtés de Robert Bly, On Being a Man en 1989 et A Gathering of Men avec Bill Moyers en 1990,.
Ses essais ont été publiés dans plusieurs ouvrages tels que To Be a Man, Tending the Fire, Wingspan, Walking Swiftly et The Rag and Bone Shop of the Heart. Ce dernier ouvrage est une anthologie de poésie, qu'il a publiée avec Robert Bly et James Hillman. Son livre Men and the Water of Life: Initiation and the Tempering of Men a été publié en 1993 par Harper San Francisco. Il est aussi l'auteur des livres The World Behind the World, Fate and Destiny, the Two Agreements in Life et Why the World Doesn't End, Tales of Renewal in Times of Change. Il a écrit sur l'importance des anciens et des personnes âgées dans la culture et les sociétés.
Michael Meade contribue à des essais pour le Huffington Post, et le Sun Magazine. Meade utilise le tambour, le récit, la chanson, et la mythologie comme véhicules pour que chaque personne de son auditoire puisse avoir l'occasion de découvrir sa propre sagesse intérieure et ses dons particuliers,. Il intervient dans Mythic Journeys, le documentaire de Steven et Whitney Boe en 2009 .
Il est aussi professeur adjoint en psychologie des profondeurs au Pacifica Graduate Institute où il a obtenu le titre de docteur en lettres humaines (DHL) ou litterarum humanarum doctor, et où il dispense des cours sur la mythologie.

## Philanthropie
Michael J. Meade est le fondateur en 1993 de la Mosaic Multicultural Foundation, une organisation à but non lucratif basée à Seattle qui se consacre à l'éducation et à la guérison culturelle. L'objectif de son travail est d'apporter un apaisement à travers le récit et la mythologie aux populations en détresse de la société moderne. Il travaille fréquemment avec des jeunes à risque, des populations de sans-abri, des anciens combattants de retour de zones de guerres, des prisonniers, et des jeunes impliqués dans des gangs. Meade dirige des ateliers d'une journée et des retraites résidentielles visant à l'apaisement des souffrances et au développement personnel. Il entreprend ce travail multiculturel avec des personnalités telles que Luis J. Rodriguez et Jack Kornfield.

## Publications
- Men and the Water of Life: Initiation and the Tempering of Men, 1994  (ISBN 978-0-06-250726-6)
- The Great Dance: Finding One's Way in Troubled Times, audio CD, Mosaic, 2004  (ISBN 978-0971601178)
- The Water of Life: Initiation and the Tempering of the Soul, 2006  (ISBN 978-0-9766450-4-7)
- The World Behind the World: Living at the ends of time, 2008  (ISBN 978-0-9766450-6-1)
- The Light Inside Dark Times, Audio CD, Mosaic Audio, 1re éd. 2009  (ISBN 978-0976645085)
- Fate and Destiny: The Two Agreements of the Soul, 2010  (ISBN 978-0-9829391-4-7)
- Why the World Doesn't End, 2012  (ISBN 978-0-9829391-5-4)
- The Genius Myth, Greenfire Press, 2016
- Awakening the Soul, 2018  (ISBN 978-0999634592)